# كينيدي إل. بوتير
كينيدي إل. بوتير (بالإنجليزية: Kennedy L. Potter)‏ هو سياسي أمريكي، ولد في 4 يونيو 1879، وتوفي في 27 مايو 1933 في بارما في الولايات المتحدة بسبب حادث مرور. حزبياً، نشط في الحزب الجمهوري.